# Guillaume Jannez
Guillaume Jannez, né le 19 février 1989 à Concarneau, est un footballeur français qui joue au poste de défenseur central à l'US Concarneau.

## Biographie

### Carrière en club

#### Jeunesse et débuts au niveau régional
Guillaume Jannez commence le football à l'âge de 7 ans, à l'AS Baye, la ville où il a vécu durant son enfance. Durant son adolescence, il joue en préformation au FC Lorient mais ne dépassera jamais le stade de la préformation. Après avoir passé 3 ans au FC Lorient, il retourne près de chez lui et intègre l'équipe première du FC Quimperlé, club jouant alors en DSR (7e division), il y jouera pendant une saison.

#### Une carrière à Concarneau dans le monde amateur (2007-2023)
Lors de sa première saison en senior, il est repéré par Pascal Laguillier, l'entraîneur concarnois. Il rejoint à l'été 2007, l'US Concarneau, club jouant alors en CFA 2 (5e division). Il joue son premier match avec l'USC face à l'US Avranches, le 8 septembre 2007. Durant sa première saison au club, il alterne les matchs entre l'équipe première et l'équipe réserve, qui joue en DH (6e division). Très vite, le natif de Concarneau va s'imposer en équipe première et lors de sa troisième saison à l'USC, sous Nicolas Cloarec, il devient titulaire indiscutable et capitaine de l'équipe.
Il participe aux nombreux exploits des Thoniers en Coupe de France, notamment la victoire 3-0 face au FC Nantes (Ligue 2) alors que le club jouait en cinquième division, mais aussi au quart de finale face à l'EA Guingamp ou encore lors du match face à l' Olympique Lyonnais, au Stade de Roudourou,.
Avec la promotion du club en CFA puis en National, Jannez reste un titulaire indiscutable et le capitaine des Thoniers. Bien que jouant en National, le concarnois continue de travailler en dehors du football mais l'arrivée de Benoît Cauet et sa volonté de professionnalisation du club, a pour conséquence que Jannez signe son premier contrat fédéral en 2019.

#### Débuts en professionnel à 34 ans avec l'USC (depuis 2023)
À la suite de la promotion de l'US Concarneau en Ligue 2, en 2023, Jannez signe son premier contrat professionnel à l'âge de 34 ans et après 17 saisons au club. Il joue son premier match en Ligue 2 lors de la première journée face au SC Bastia et reste capitaine de l'équipe. Malgré une petite blessure lors du match face aux Girondins de Bordeaux, le capitaine continue d'être titulaire en Ligue 2, formant un duo avec Julien Célestine,.
Au total, Guillaume Jannez a joué plus de 500 matchs avec l'US Concarneau en 18 saisons, dont 33 matchs de Ligue 2 et 208 matchs de National.

## Statistiques

### Statistiques en club
| Saison                | Club                  | Championnat           | Championnat | Championnat | Championnat | Coupe(s) nationale(s) | Coupe(s) nationale(s) | Coupe(s) nationale(s) | Total | Total | Total |
| Saison                | Club                  | Division              | M.          | B.          | P.d.        | M.                    | B.                    | P.d.                  | M.    | B.    | P.d.  |
| 2007-2008             | US Concarneau         | CFA 2                 | 3+          | 0           | 0           | -                     | -                     | -                     | 3     | 0     | 0     |
| 2008-2009             | US Concarneau         | CFA 2                 | 15+         | 0           | 0           | 1                     | 0                     | 0                     | 16    | 0     | 0     |
| 2009-2010             | US Concarneau         | CFA 2                 | 30          | 3           | 0           | 2                     | 0                     | 0                     | 32    | 3     | 0     |
| 2010-2011             | US Concarneau         | CFA 2                 | 29          | 0           | 0           | 1                     | 0                     | 0                     | 30    | 0     | 0     |
| 2011-2012             | US Concarneau         | CFA                   | 33          | 0           | 0           | -                     | -                     | -                     | 33    | 0     | 0     |
| 2012-2013             | US Concarneau         | CFA                   | 30          | 3           | 0           | 3                     | 0                     | 0                     | 33    | 3     | 0     |
| 2013-2014             | US Concarneau         | CFA                   | 28          | 0           | 0           | 7                     | 1                     | 0                     | 35    | 1     | 0     |
| 2014-2015             | US Concarneau         | CFA                   | 28          | 0           | 0           | 6                     | 1                     | 0                     | 34    | 1     | 0     |
| 2015-2016             | US Concarneau         | CFA                   | 29          | 3           | 0           | 5                     | 0                     | 0                     | 34    | 3     | 0     |
| 2016-2017             | US Concarneau         | National              | 20          | 2           | 0           | 1                     | 0                     | 0                     | 21    | 2     | 0     |
| 2017-2018             | US Concarneau         | National              | 29          | 0           | 3           | 6                     | 1                     | 0                     | 35    | 1     | 3     |
| 2018-2019             | US Concarneau         | National              | 22          | 1           | 0           | 5                     | 0                     | 0                     | 27    | 1     | 0     |
| 2019-2020             | US Concarneau         | National              | 21          | 3           | 0           | 2                     | 0                     | 0                     | 23    | 3     | 0     |
| 2020-2021             | US Concarneau         | National              | 30          | 1           | 2           | 1                     | 0                     | 0                     | 31    | 1     | 2     |
| 2021-2022             | US Concarneau         | National              | 34          | 2           | 0           | 2                     | 1                     | 0                     | 36    | 3     | 0     |
| 2022-2023             | US Concarneau         | National              | 24          | 1           | 1           | 2                     | 0                     | 0                     | 26    | 1     | 1     |
| 2023-2024             | US Concarneau         | Ligue 2               | 33          | 0           | 0           | 1                     | 1                     | 0                     | 34    | 1     | 0     |
| 2024-2025             | US Concarneau         | National              | 29          | 0           | 2           | 3                     | 1                     | 0                     | 32    | 1     | 2     |
| 2025-2026             | US Concarneau         | National              | 1           | 0           | 0           | -                     | -                     | -                     | 1     | 0     | 0     |
| Total sur la carrière | Total sur la carrière | Total sur la carrière | 468         | 19          | 8           | 48                    | 6                     | 0                     | 516   | 25    | 8     |

## Palmarès

### En club
- US Concarneau
  - National
    - Champion : 2023